# جان فرانسوا رو
جان فرانسوا رو هو سياسي كندي، ولد في 19 فبراير 1973 في فيكتوريا فيل في كندا. حزبياً، نشط في Action démocratique du Québec ‏. وقد انتخب عضو الجمعية الوطنية في كيبك ‏.